# Pic de Rochelaire
Il Pic de Rochelaire (3.108 m s.l.m.) è una montagna del Massiccio dell'Embrunais nelle Alpi del Delfinato. Si trova nel dipartimento delle Alte Alpi (Francia).

## Caratteristiche
La montagna si trova nelle vicinanza della Tête de Vautisse.